# Bittacus burgeoni
Bittacus burgeoni är en näbbsländeart som beskrevs av Navás 1930. Bittacus burgeoni ingår i släktet Bittacus och familjen styltsländor. Inga underarter finns listade i Catalogue of Life.